# کومبدشن
کومبدشن (به آلمانی: Kümbdchen) یک شهر در آلمان است که در راین-هونسروک واقع شده‌است. کومبدشن ۴۹۴ نفر جمعیت دارد.